# 科羅拉多州科林斯堡聖殿
科羅拉多科林斯堡聖殿是科羅拉多州科林斯堡的耶穌基督後期聖徒教會的一座聖殿，也是該教會的第153座運行聖殿。當時的教會總會會長多馬·孟蓀（Thomas S. Monson）於2011年4月2日在教會半年一次的總會大會中宣布，聖殿的建造意圖於2016年完成。
2016年8月19日至9月10日（星期日除外）举行了公衆開放日。 这座聖殿由迪特·鄔希鐸長老（Dieter F. Uchtdorf）于2016年10月16日